# Ciclismo en Copenhague

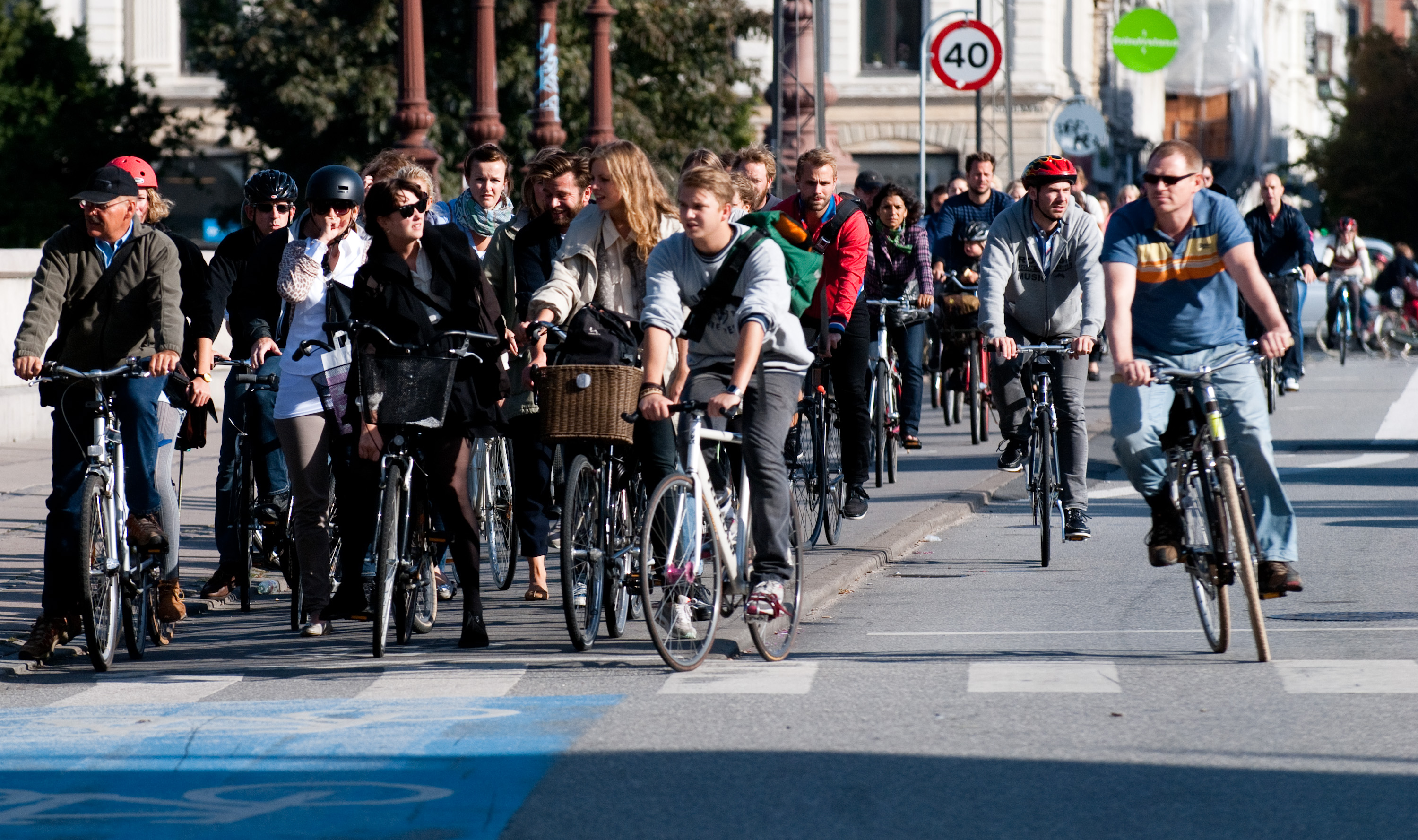
Hora punta en Copenhague, donde el 62% de la población se desplaza en bicicleta a sus lugares de trabajo o estudio cada día

El ciclismo en Copenhague es, al igual que en la mayor parte de Dinamarca, un importante medio de transporte y una característica dominante del paisaje urbano que a menudo perciben los visitantes. La ciudad ofrece una variedad de condiciones favorables para el ciclismo: proximidades urbanas densas, distancias cortas y terreno llano, junto con un extenso y bien diseñado sistema de carriles bici. Esto le ha valido la reputación de ser una de las ciudades más propicias para el ciclismo del mundo. Cada día se recorren 1,2 millones de kilómetros en bicicleta en Copenhague, y el 62 % de los ciudadanos se desplaza en bicicleta al trabajo, a la escuela o a la universidad; de hecho, en el área metropolitana de Copenhague se desplazan en bicicleta casi tantas personas como las que van al trabajo en bicicleta en todo Estados Unidos. En general, se considera que la bicicleta es una forma más sana, ecológica, barata y rápida de desplazarse por la ciudad que el automóvil.

## Historia
El uso de la bicicleta se generalizó en Copenhague a principios del siglo XX. El primer carril bici de la ciudad se estableció en Esplanaden en 1892. Otro ejemplo temprano son los caminos establecidos alrededor de los lagos en 1910, cuando los senderos existentes se convirtieron en carriles bici aislados para dar cabida al fuerte crecimiento del ciclismo en la época. En 1890 había 2500 bicicletas en la ciudad, pero solo 17 años después esta cifra había aumentado a 80 000. En las décadas de 1920 y 1930 la popularidad aumentó aún más. Como deporte para espectadores, las carreras de seis días se popularizaron en la década de 1930. La primera carrera se celebró en 1934 en el Forum Copenhague y su popularidad alcanzó su punto álgido en los años sesenta. Durante la Segunda Guerra Mundial, la gasolina estaba estrictamente racionada, por lo que el ciclismo se convirtió en el medio de transporte dominante en Copenhague. También en la década de 1940 se desarrollaron las primeras rutas ciclistas recreativas por espacios verdes de la periferia del municipio.
A partir de la década de 1950, Copenhague experimentó un declive en el uso de la bicicleta debido a la creciente riqueza y asequibilidad de los vehículos de motor. Aunque no se eliminó ningún carril bici, la construcción de nuevas carreteras no incluyó la infraestructura necesaria para bicicletas y muchos carriles bici se redujeron en las intersecciones para aumentar el tráfico de coches, añadiendo en su lugar rotondas y otras infraestructuras relacionadas con el automóvil. Al mismo tiempo, el tráfico de automóviles aumentó drásticamente en las calles existentes sin infraestructura para bicicletas, lo que disminuyó la sensación de seguridad de los ciclistas en esas calles. A finales de los sesenta y principios de los setenta, la cuota modal de las bicicletas cayó a su mínimo histórico del 10 %.
Con la crisis energética, que afectó más a Dinamarca que a la mayoría de los países, y el creciente movimiento ecologista de los años setenta, el ciclismo experimentó un renacimiento. El gobierno se vio obligado a establecer los domingos sin coches para conservar las reservas de petróleo. Muchos habitantes de las ciudades pensaban que era el mejor día de la semana, y la Federación Danesa de Ciclistas, que llevaba años con respiración asistida y casi en coma, experimentó un rápido y masivo aumento del número de afiliados durante las décadas de 1970 y 1980. Reforzada por el aumento del número de afiliados y el entusiasmo de las nuevas bases, organizó manifestaciones masivas en Copenhague y otras ciudades importantes para exigir mejores infraestructuras y mayor seguridad para los ciclistas. Otra acción popular que ayudó a que las infraestructuras ciclistas entraran en la agenda política fue la operación «Cruces Blancas», en la que se pintaban cruces blancas en las calles donde había muerto un ciclista atropellado. Estas protestas y acciones se produjeron al mismo tiempo que se iniciaban una serie de reformas urbanísticas a escala nacional, que dieron a los ciudadanos la oportunidad de influir directamente en las nuevas leyes urbanísticas y de zonificación de sus comunidades, y con ello llegó una clara demanda de carriles bici segregados.
Aunque los primeros carriles bici separados se construyeron mucho antes, no se convirtieron en la norma hasta principios de la década de 1980. Como en muchas otras ciudades, los planificadores propusieron no interferir con el tráfico de automóviles en las carreteras principales y utilizar una «estrategia de callejuelas» para crear rutas ciclistas en calles residenciales tranquilas, pero la propuesta no tuvo mucha aceptación y la gran mayoría de los ciclistas se negó a desviarse de las rutas más directas. Las protestas continuaron y, el 4 de junio de 1983, la Federación Danesa de Ciclismo entregó un «Premio Ciclista» a Jens Kramer Mikkelsen, en forma de bordillo de dos metros de largo, en una gran manifestación ciclista. Mikkelsen fue jefe del departamento de tráfico y más tarde alcalde. El bordillo se colocó en el carril bici de Amagerbrogade, en la esquina con Hollænderdybet. El regalo simbolizaba el deseo de las federaciones de ciclistas de que se construyeran carriles segregados para bicicletas en calles principales, con el fin de que los desplazamientos en bicicleta fueran competitivos en tiempo y esfuerzo. Los políticos, aunque no con mucho entusiasmo, fueron asumiendo poco a poco la construcción de carriles bici en las vías principales y también empezaron a desarrollar sus primeras estrategias coordinadas para fomentar el uso de la bicicleta en el municipio.
Desde 1995, cuando la ciudad puso en marcha su sistema de seguimiento, el uso de la bicicleta ha aumentado constantemente, alcanzando el 41 % en 2004 y el 50 % en 2010 entre los residentes de la ciudad de Copenhague. En los 18 municipios que componen la región metropolitana de Copenhague (Hovedstadsområdet), una superficie de aproximadamente 350 kilómetros cuadrados y una población de 1,2 millones de habitantes, el 21 % de todos los desplazamientos se hacían en bicicleta en 2011. Durante el mismo período, desde la década de 1980 hasta la actualidad, la longitud de la red de carriles bici y caminos dentro de la ciudad de Copenhague casi se ha duplicado, alcanzando los 397 kilómetros en 2010.

## Política municipal de la bicicleta
La ciudad de Copenhague publicó su primer informe sobre la bicicleta en 1996, cuando comenzó a medir 10 indicadores clave, elegidos por el departamento de tráfico de la ciudad y un grupo de ciclistas habituales. Además de información objetiva, como el presupuesto asignado a la infraestructura ciclista, la longitud de la red ciclista, la cuota modal y el número de ciclistas, así como estadísticas de accidentes, también contiene encuestas en las que se pide la opinión de los ciclistas habituales sobre la infraestructura, el mantenimiento y su sensación de seguridad percibida. Ofrece a los ciudadanos una visión general de los planes de la ciudad para el uso de la bicicleta y, en versiones posteriores, de los cambios iniciados desde la publicación del informe anterior. Desde entonces, la ciudad de Copenhague publica su informe de la bicicleta cada dos años.
En el plan municipal de desarrollo de 1997, la ciudad introdujo un nuevo concepto de rutas verdes para bicicletas, concebidas como una red coherente de itinerarios ciclistas que, en la medida de lo posible, transcurrirán fuera de la vía pública a través de parques y otras zonas verdes abiertas, o, cuando esto no sea posible, en una medida limitada a lo largo de calles tranquilas con bajo volumen de tráfico. Estas rutas complementan la red existente, centrada en torno a corredores muy transitados con un elevado volumen de tráfico de vehículos. En el año 2000, la ciudad presentó una propuesta para crear una red de 22 rutas verdes para bicicletas con una longitud total de 110 kilómetros y un coste total estimado de 500 millones de coronas danesas. En 2012 se habían completado unos 40 km de la red y la ciudad se ha comprometido a completarla en los próximos años. La ciudad espera que las cualidades recreativas y de seguridad de esta red atraigan a determinados grupos de la población que actualmente utilizan el coche para ir y volver del trabajo, especialmente aquellos que tienen que desplazarse entre 5 y 10 km.
En 2001, Copenhague formuló su primera estrategia ciclista con la publicación de la Política Ciclista 2002-2012, con el objetivo de dar prioridad al uso de la bicicleta en la planificación urbana, destacar su importancia para la ciudad y coordinar las iniciativas para mejorar las condiciones de uso de la bicicleta. La ciudad también se comprometió a utilizar las cuentas de la bicicleta para hacer un seguimiento de los objetivos marcados en la política ciclista. Entre estos objetivos figuraba el aumento de la cuota modal del 34 % al 40 %, la disminución del 50 % de las lesiones graves o muertes, así como objetivos de seguridad, comodidad y velocidad, medidos en las encuestas para el informe ciclista.
El siguiente desarrollo de la política municipal de la bicicleta se produjo con la publicación del Plan de Prioridades de Carriles Bici 2006-2016, que establecía el orden en que se habilitarían casi 70 kilómetros (43 millas) de nuevos carriles bici y ciclovías en los 10 años que abarcaba el plan. La ampliación de la red ciclista se prioriza en función de una serie de indicadores: el número de ciclistas, los accidentes, la sensación de seguridad, la coherencia de la red y la coordinación con otros proyectos de la ciudad. En 2009, el coste estimado de la aplicación del plan ascendía a 400 millones de coronas danesas.
En 2007, a raíz de un informe sobre los efectos de los carriles bici que identificaba una serie de problemas con la seguridad de la red, especialmente en las intersecciones, la ciudad aprobó y publicó un Plan de Acción para un Tráfico Seguro de Bicicletas 2007-2012, con el que ayudar a la ciudad a reducir en un 50 % el número de accidentes en comparación con 1996. El plan preveía la reconstrucción de calles e intersecciones en toda la ciudad e identificaba 20 intersecciones especialmente peligrosas que se reconstruirían a un ritmo de tres al año. También se preveían campañas de seguridad y comportamiento, y el refuerzo del departamento de tráfico de la ciudad.

### Estrategia actual para el uso de la bicicleta (2011-2025)
El 1 de diciembre de 2011, el concejo municipal adoptó por unanimidad la nueva estrategia para el uso de la bicicleta, «Good, better, best: The City of Copenhagen's Bicycle Strategy 2011-2025», cuyo objetivo es convertir a Copenhague en la mejor ciudad del mundo para ir en bicicleta. La estrategia sustituye a la anterior política ciclista, que abarcaba de 2002 a 2012. Para alcanzar su objetivo, la ciudad ha optado por centrarse en cuatro áreas fundamentales: la vida urbana, la comodidad, la velocidad y la seguridad.
El objetivo principal de la estrategia es aumentar la cuota modal de la bicicleta hasta alcanzar el 50 % de los desplazamientos al trabajo y convertir Copenhague en la mejor ciudad del mundo para ir en bicicleta. La ciudad ha utilizado los informes bienales de la bicicleta para identificar los principales problemas que deben abordarse para aumentar dicha cuota y planea emplear una serie de herramientas para alcanzar su objetivo. Entre ellas, está la ampliación de los carriles bici a tres carriles para permitir el ciclismo conversacional y aumentar la sensación de seguridad en los carriles bici, al tiempo que se permite una mayor velocidad a los viajeros. La ciudad prevé, además, reducir los tiempos de viaje mediante la utilización de ondas verdes ajustadas a la velocidad de los ciclistas y la construcción de más puentes exclusivos para ciclistas y peatones sobre calles muy transitadas y sobre el puerto y los canales. La ciudad también planea aumentar la seguridad mediante el rediseño de una serie de intersecciones con un elevado número de accidentes y la reconstrucción de las rutas escolares con infraestructuras más seguras y medidas de reducción de la velocidad. Por último, la estrategia también pretende mejorar las caóticas condiciones de aparcamiento de bicicletas, ampliando considerablemente el número de plazas, especialmente en las estaciones y sus alrededores.

#### Objetivos
- En comparación con 2010, que el tiempo de viaje de los ciclistas se reduzca en un 15 %.
- El 50 % de los desplazamientos al trabajo y a la escuela en Copenhague se hagan en bicicleta (en 2010, el 35 %).
- Que en comparación con 2005, el número de ciclistas heridos graves se reduzca en un 70 %.
- Que el 80 % de los ciclistas considere que los carriles bici están bien mantenidos (en 2010, este porcentaje era del 50 %).
- Que el 80 % de los habitantes de Copenhague crea que la cultura de la bicicleta tiene un impacto positivo en el ambiente de la ciudad (en 2010, este porcentaje era del 67 %).
- Que el 90 % de los ciclistas se sienta seguro circulando entre el tráfico (en 2010: el 67 %).

## Impacto

### Salud y bienestar
En el estudio Copenhagen City Heart participaron 19 698 habitantes de Copenhague con edades comprendidas entre los 20 y los 100 años, en un estudio cardiovascular de población. Se llegó a la conclusión de que montar en bicicleta a velocidad alta o media aumenta la esperanza de vida de los participantes en 5 y 3 años, respectivamente, en comparación con los que lo hacen a baja velocidad (4 y 2 años, respectivamente, en el caso de las mujeres).
Dado que el sistema sanitario de Dinamarca es universal y está financiado por los contribuyentes, la promoción de la bicicleta y las inversiones en ella es uno de los principales factores económicos de ahorro en el sistema sanitario. Un estudio ha demostrado que la mortalidad de los adultos que se desplazan diariamente en bicicleta disminuye un 30 %. La ciudad calcula que por cada kilómetro recorrido en bicicleta la sociedad ahorra 1,21 coronas danesas en el sistema sanitario, lo que sumado supone un ahorro aproximado de 534 millones de coronas danesas (91 millones de dólares) al año, además de las ganancias de la sociedad por el aumento de la productividad de una mano de obra más sana. Otros ahorros proceden de la reducción de la congestión y de los costes de mantenimiento de las infraestructuras viarias.

### Impacto económico

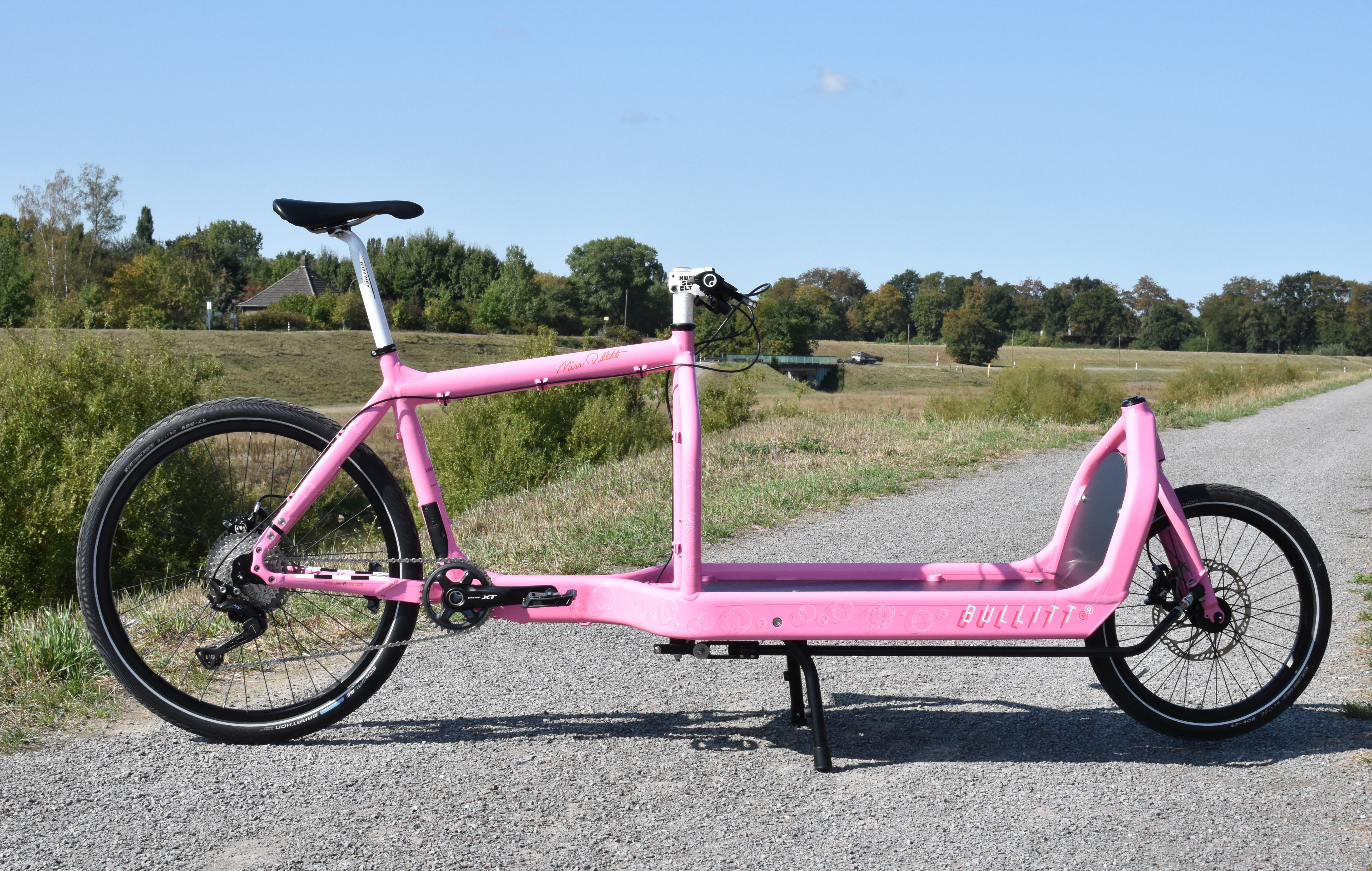
Bicicleta de carga frontal profunda Bullitt, desde 2008, de Larry vs. Harry, Copenhague (2018).

La cultura de la bicicleta en Copenhague reporta a la ciudad beneficios económicos directos e indirectos. La ciudad ha calculado que cada kilómetro recorrido en bicicleta supone un beneficio neto para la sociedad de 1,22 coronas danesas, mientras que cada kilómetro recorrido en coche supone una pérdida neta de 0,69 coronas danesas. Estas cifras incluyen tanto el ahorro en el sector público como la actividad económica adicional en el sector privado.
En el sector privado hay 289 tiendas de bicicletas y mayoristas en el área metropolitana de Copenhague, así como 20 empresas que diseñan y venden bicicletas, principalmente las emblemáticas bicicletas de carga de la ciudad, como Christiania Bikes (Boxcycles en EE. UU.), Nihola y Larry vs Harry (Bullitt), y marcas de bicicletas de lujo como Biomega y Velorbis. Estas empresas generan 650 puestos de trabajo a jornada completa y una facturación anual total estimada de 1.300 millones de coronas danesas (222 millones de dólares).
A esto hay que añadir las diversas formas de ciclismo utilitario en la ciudad y los servicios de consultoría especializada, proporcionados tanto por el sector público a través de la propia ciudad y la embajada del ciclismo para promover soluciones del sector privado a escala internacional, como por consultores del sector privado, entre los que destacan Copenhagenize Consulting y Gehl Architects. También se considera que el sector turístico aporta beneficios económicos adicionales a la ciudad. Hay muchas tiendas de alquiler de bicicletas que atienden principalmente a los visitantes y también hay varias agencias que ofrecen recorridos en bicicleta por Copenhague, lo que genera más puestos de trabajo y actividad económica. Además, se estima que la positiva imagen de marca de la cultura ciclista de Copenhague atrae conferencias internacionales y huéspedes de hoteles, aunque a la ciudad le resulta difícil asignar un valor económico preciso a la imagen positiva de Copenhague como ciudad ciclista.

### Ciclismo de servicio

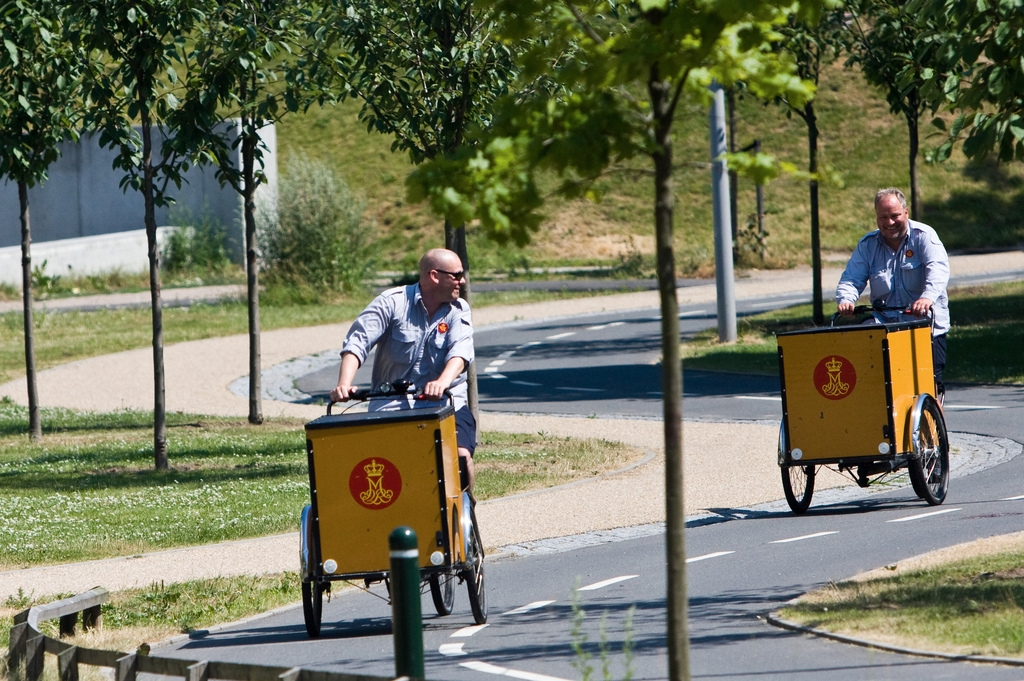
El servicio postal danés reparte prácticamente todo el correo de Copenhague en bicicleta

Varias empresas explotan bicitaxis (velotaxis) en Copenhague. Aunque el negocio no está regulado en la actualidad, se calcula que en 2012 había unos 130 bicitaxis en la ciudad. Recientemente, la ciudad ha propuesto organizar el sistema en el interior de la ciudad medieval con 26 paradas designadas de bicitaxis y exigir permisos para su funcionamiento, con el fin de abordar algunos de los problemas creados por su popularidad.  Ofrecen ventajas similares a las de los taxis para los pasajeros que recorren entre uno y tres kilómetros, y su novedad atrae a los turistas, incluidos los que buscan una visita guiada por el centro de la ciudad.
Tras la liberalización de 2007, varios empresarios han aprovechado la oportunidad y han empezado a vender productos desde bicicletas de reparto construidas a medida. Paseando por la ciudad se pueden encontrar vendedores de café caliente, chocolate, sopa, tortitas, sushi refrigerado, cócteles y batidos que ofrecen desde bicicletas de carga con hornillos de gas instalados. Al igual que con los bicitaxis, ahora hay tantos vendedores que la ciudad ha empezado a limitar su acceso a algunas partes, donde han creado problemas de acceso para los peatones junto con los bicitaxis.
Como en muchas otras ciudades, otro fenómeno común son los mensajeros en bicicleta. Una peculiaridad de Copenhague que ha dado mucho que hablar en las noticias y en la blogosfera es la famosa bicicleta de reparto de semen hecha a medida por un banco de esperma local. Además, prácticamente todo el correo que reparte el servicio postal danés se hace en bicicletas hechas a medida, y recientemente la empresa ha introducido bicicletas de carga eléctricas más grandes y eficientes, que ganaron el premio a la «Innovación del Año» en la exposición anual de correos de 2012.
Desde el 1 de marzo de 2009, la policía de Copenhague patrulla en bicicleta. Además de ser un medio de transporte rápido y eficaz, se ha comprobado que aumenta la visibilidad y mejora el contacto con los ciudadanos. Otras profesiones que utilizan la bicicleta en su trabajo diario en Copenhague son los cuidadores municipales de ayuda a domicilio, a los que se exige ser buenos ciclistas para contratarlos, y los barrenderos que utilizan bicicletas de carga especialmente construidas. Además, algunos departamentos de la administración municipal exigen que determinados desplazamientos, por ejemplo entre reuniones, se hagan en bicicleta o a pie, de acuerdo con el plan climático de la ciudad.

## Infraestructura

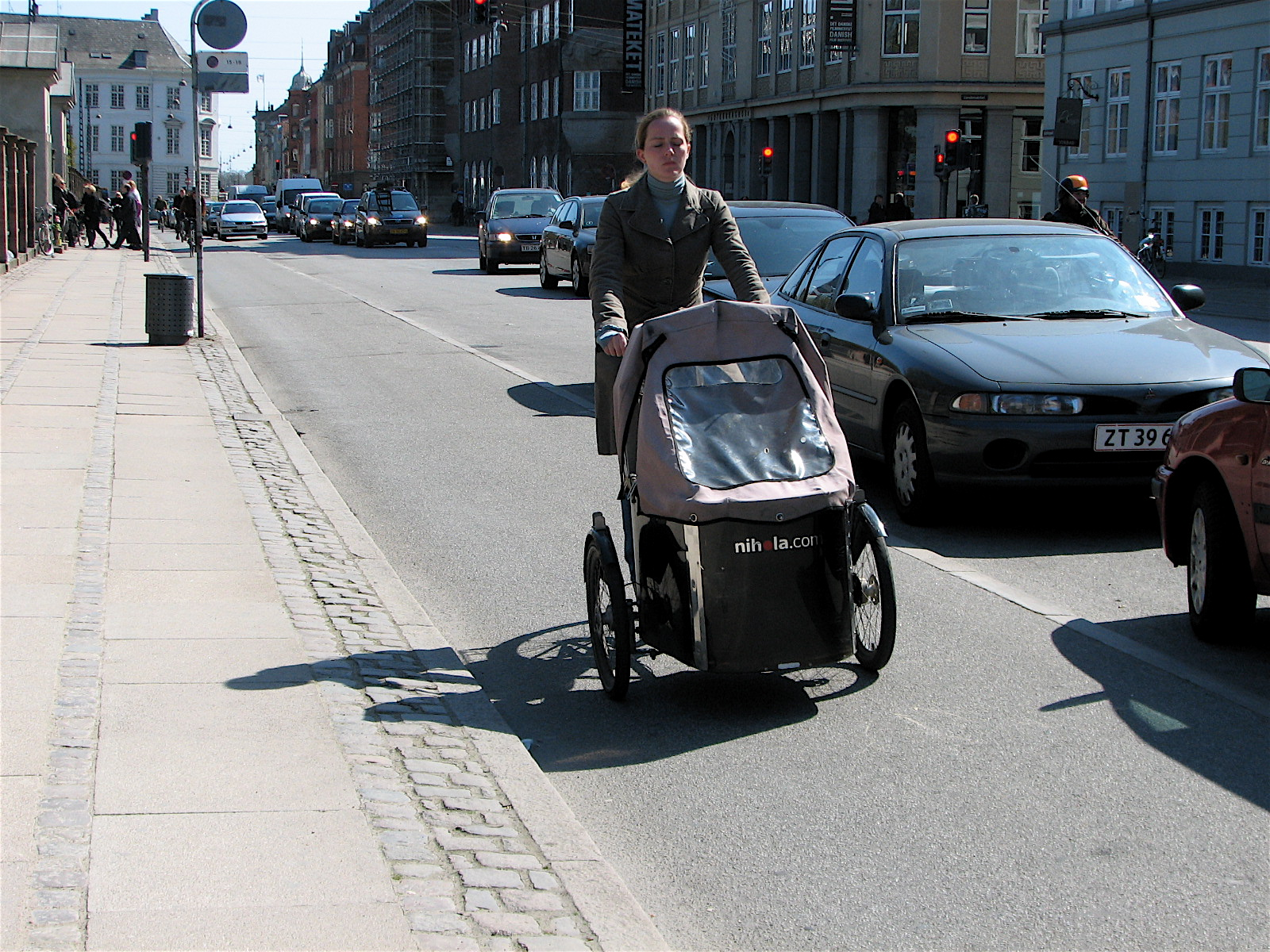
Diseño típico: La ciclovía discurre junto a la acera. Los coches aparcan al lado de la calzada.

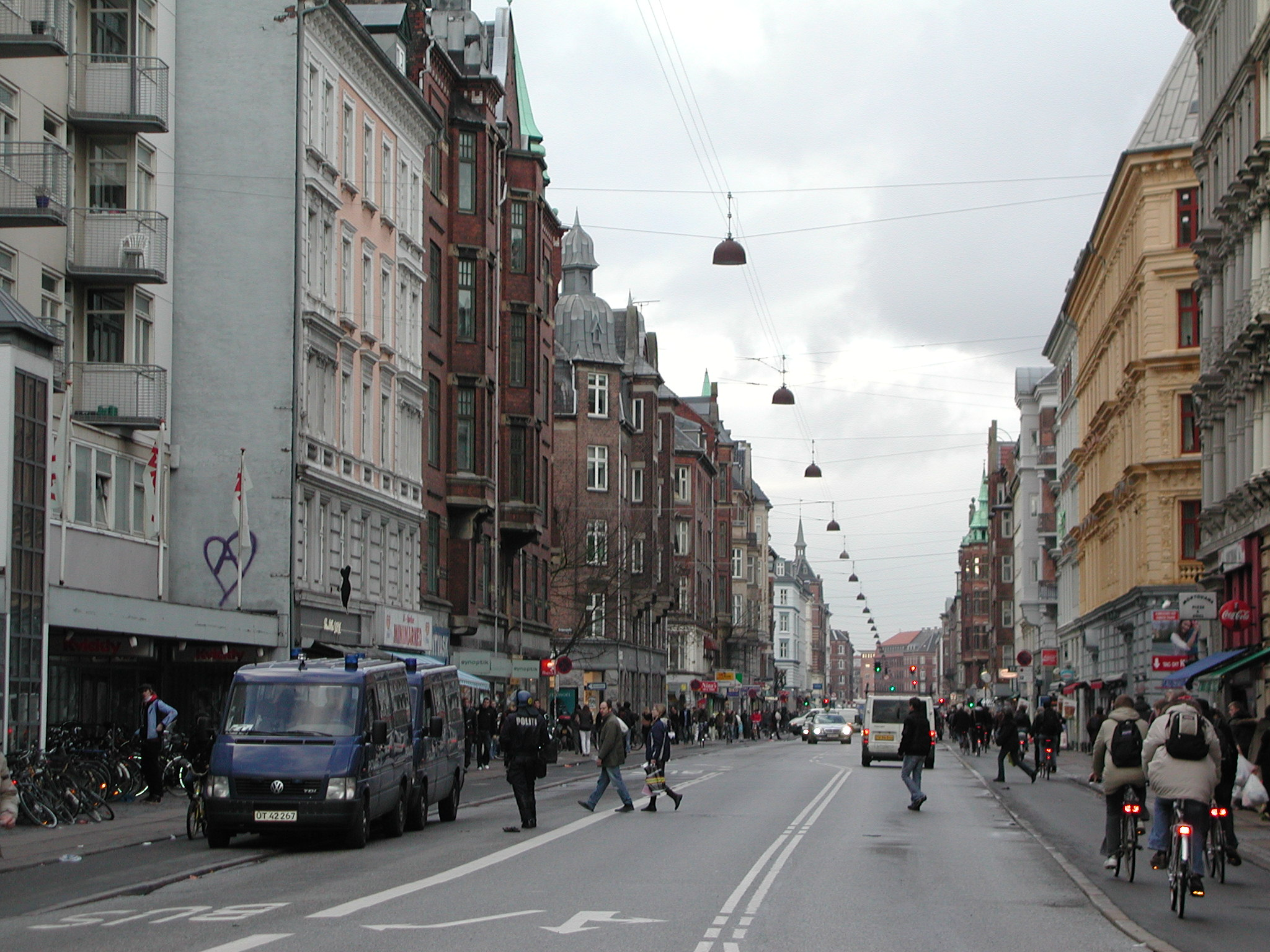
Diseño típico: dos carriles bici unidireccionales. Están limitados por dos bordillos y su nivel está entre el de la acera y el de la calzada.

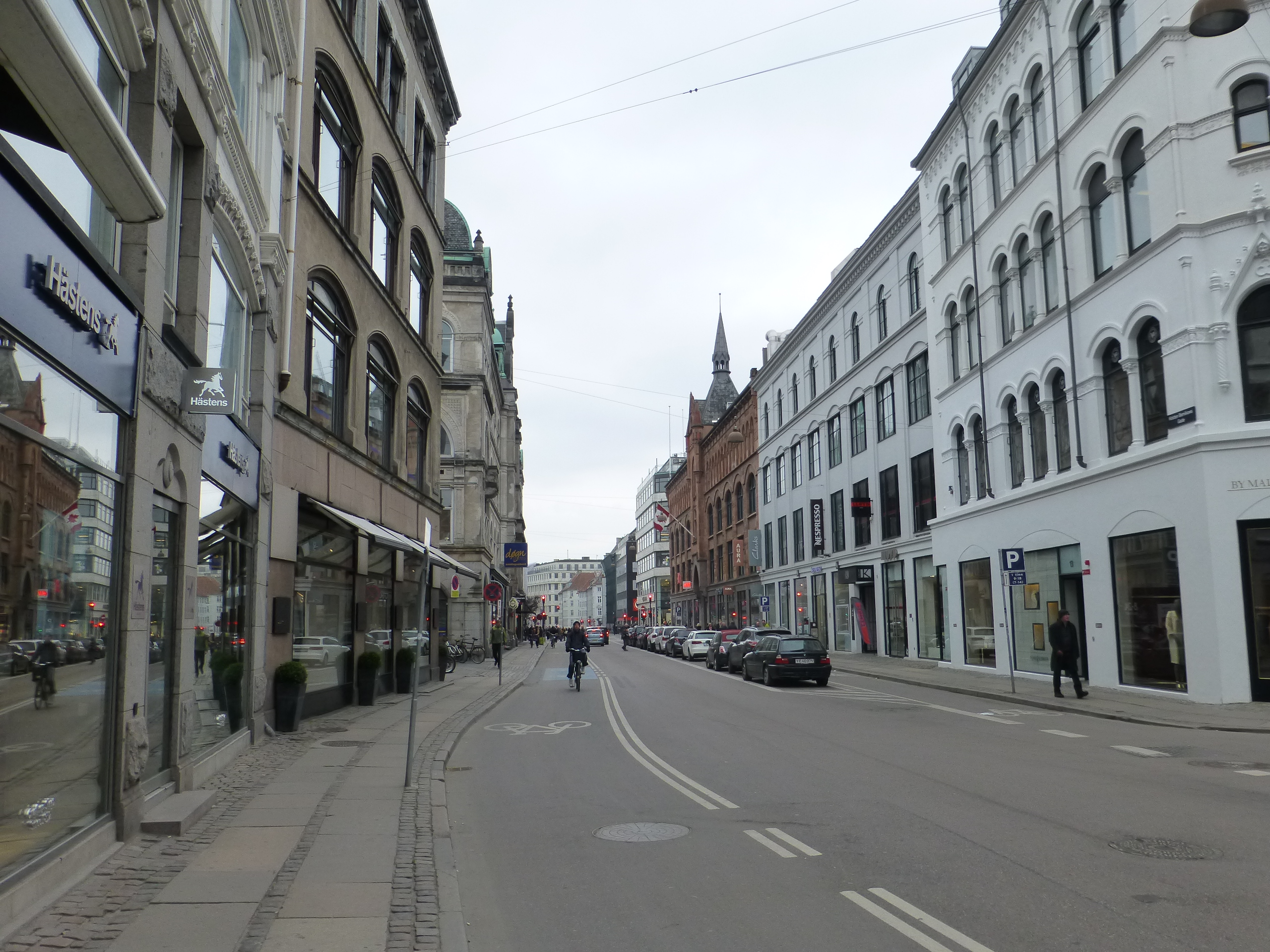
Algunas calles tienen carriles para bicicletas a nivel de la calzada.

La infraestructura ciclista de Copenhague incluye actualmente unos 350 kilómetros de carriles bici segregados en las aceras, 23 kilómetros de carriles bici en la calzada y 43 kilómetros de rutas verdes para bicicletas fuera de la calzada que discurren por parques y otras zonas verdes. Por su parte, Bremen, con una población muy similar, cuenta con 700 kilómetros de carriles bici segregados en las aceras, pero solo supera ligeramente el 26 % de tráfico ciclista. Según el plan de prioridad de carriles bici, la ciudad de Copenhague tiene previsto ampliar la red en 70 kilómetros de carriles bici y 67 kilómetros de rutas verdes para bicicletas de aquí a 2026. En el presupuesto de 2013, la ciudad destinó unos 75 millones de coronas danesas (unos 13 millones de dólares) a la construcción o mejora de infraestructuras específicas para bicicletas y 17 millones de coronas (unos 2,3 millones de dólares) al funcionamiento y mantenimiento de la red.
Cabe señalar que la zona urbana contigua no publica estadísticas unificadas, por lo que la red es considerablemente más grande de lo que muestran la mayoría de las estadísticas, ya que solo cubre el propio municipio de Copenhague, y no los 18 municipios que constituyen el núcleo urbano de la región de la capital. La ciudad de Frederiksberg, por ejemplo, incluye 55 kilómetros adicionales de carril bici y senderos, y de hecho tiene la cuota modal más alta del país, superior a la de la ciudad de Copenhague que la rodea. Además, el municipio suburbano de Albertslund cuenta con una red única de 83 kilómetros de carriles separados con pasos sin nivel a través de unos 130 puentes y túneles.

### Carriles bici

#### Carriles bici al borde de la carretera
Los carriles bici de Copenhague suelen ser unidireccionales (véanse las ortofotos de Google Maps), con un carril bici a cada lado de la calle en el mismo sentido que el tráfico rodado. Legalmente, la anchura mínima es de 1,7 metros, pero en la práctica la mayoría de los carriles bici tienen al menos 2,2 metros, preferiblemente 2,5 metros, y los tramos muy transitados pueden tener entre 3 y 4 metros de anchura. Los carriles bici de Copenhague están separados de los carriles para coches por un bordillo de piedra de entre 7 y 9 centímetros de alto y la acera por otro de entre 5 y 9 centímetros. En general, tienen un diseño uniforme para que los ciclistas se hagan una idea de cómo será cada ruta. Cuando hay aparcamiento, los carriles bici discurren por el interior de la fila de coches aparcados, entre estos y la acera, utilizando los coches aparcados como barrera de separación entre las bicicletas y el tráfico rodado. Como la mayoría de los coches son de un solo ocupante, esto también ayuda a prevenir los accidentes de tráfico, ya que el conductor sale del coche por el lado opuesto del carril bici.

#### Carriles bici independientes
Algunos carriles bici espectaculares no discurren junto a las calles. La ruta Nørrebroruten es exclusiva para bicicletas y discurre sobre una vía férrea abandonada, por lo que tiene pocos cruces con la carretera. Cykelslangen («Serpiente de bicicletas») es un viaducto que atraviesa dársenas portuarias en parte de forma transversal y en parte longitudinal. Por tanto, ambas se cuentan entre las escasas vías ciclistas bidireccionales dentro de Copenhague.

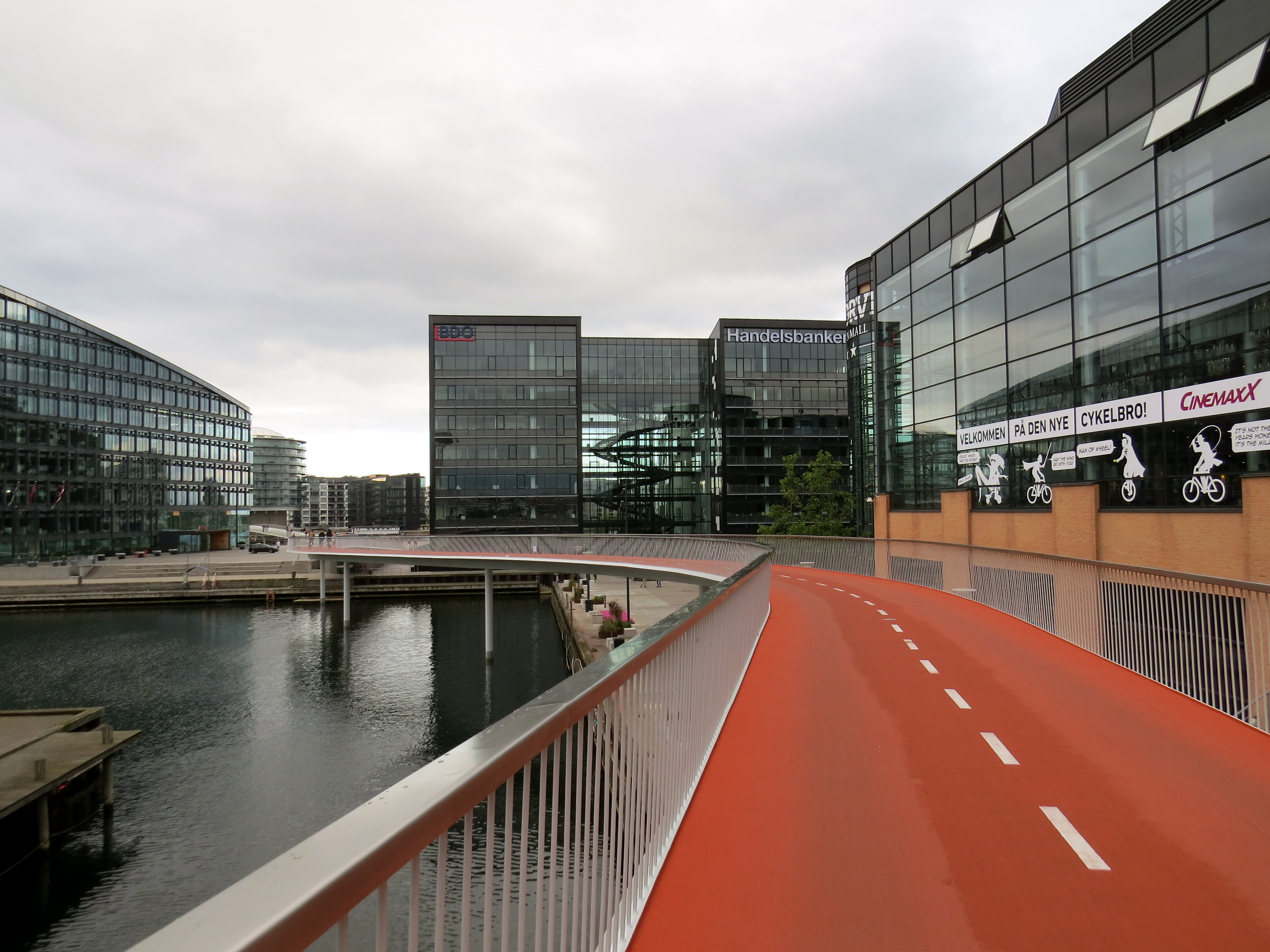
Cykelslangen, viaducto exclusivo para ciclistas (cerca de la estación de Dybbølsbro)
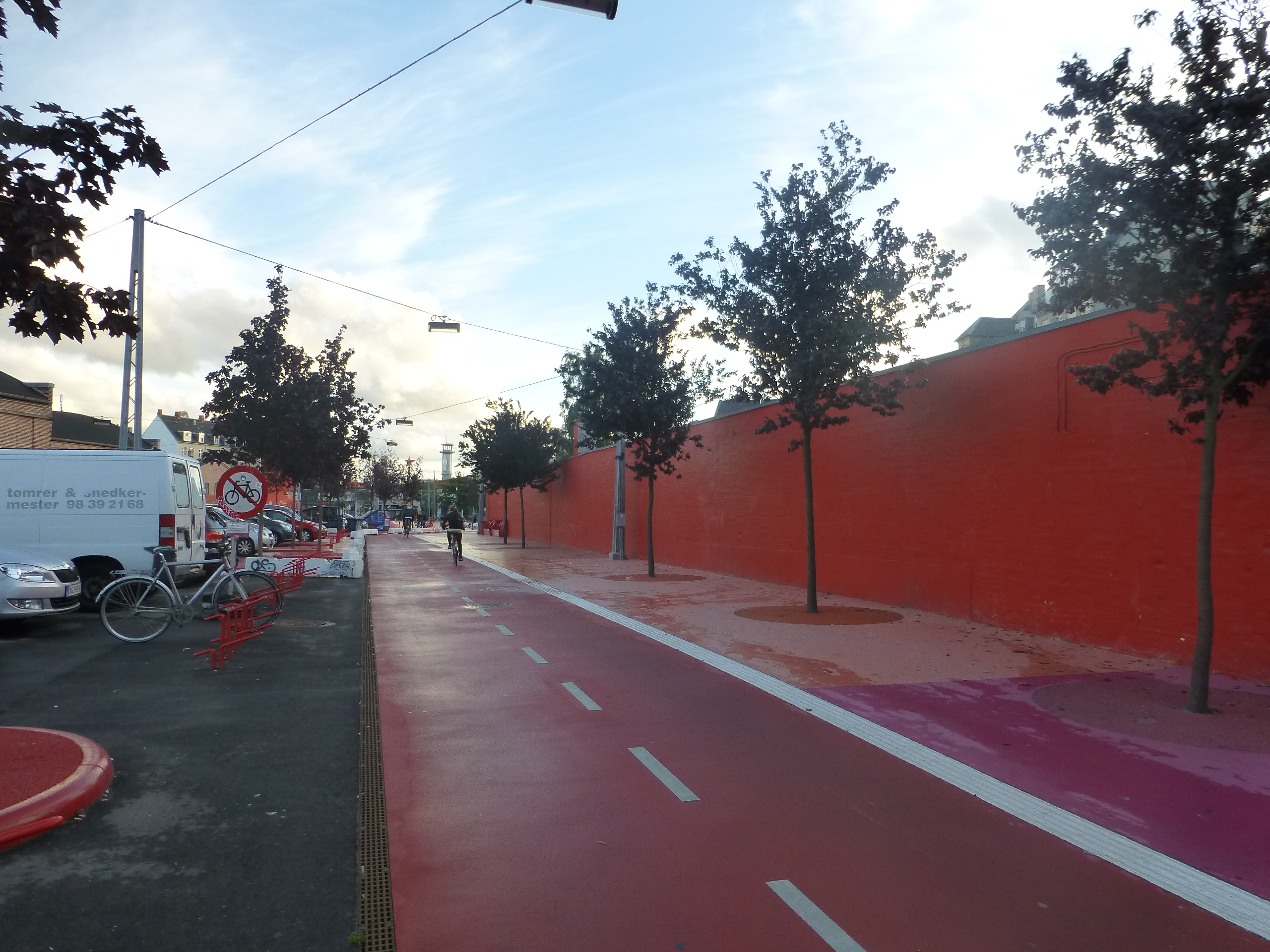
La Nørrebroruten discurre sobre una antigua vía de ferrocarril y suele estar separada de otras carreteras.

#### Seguridad

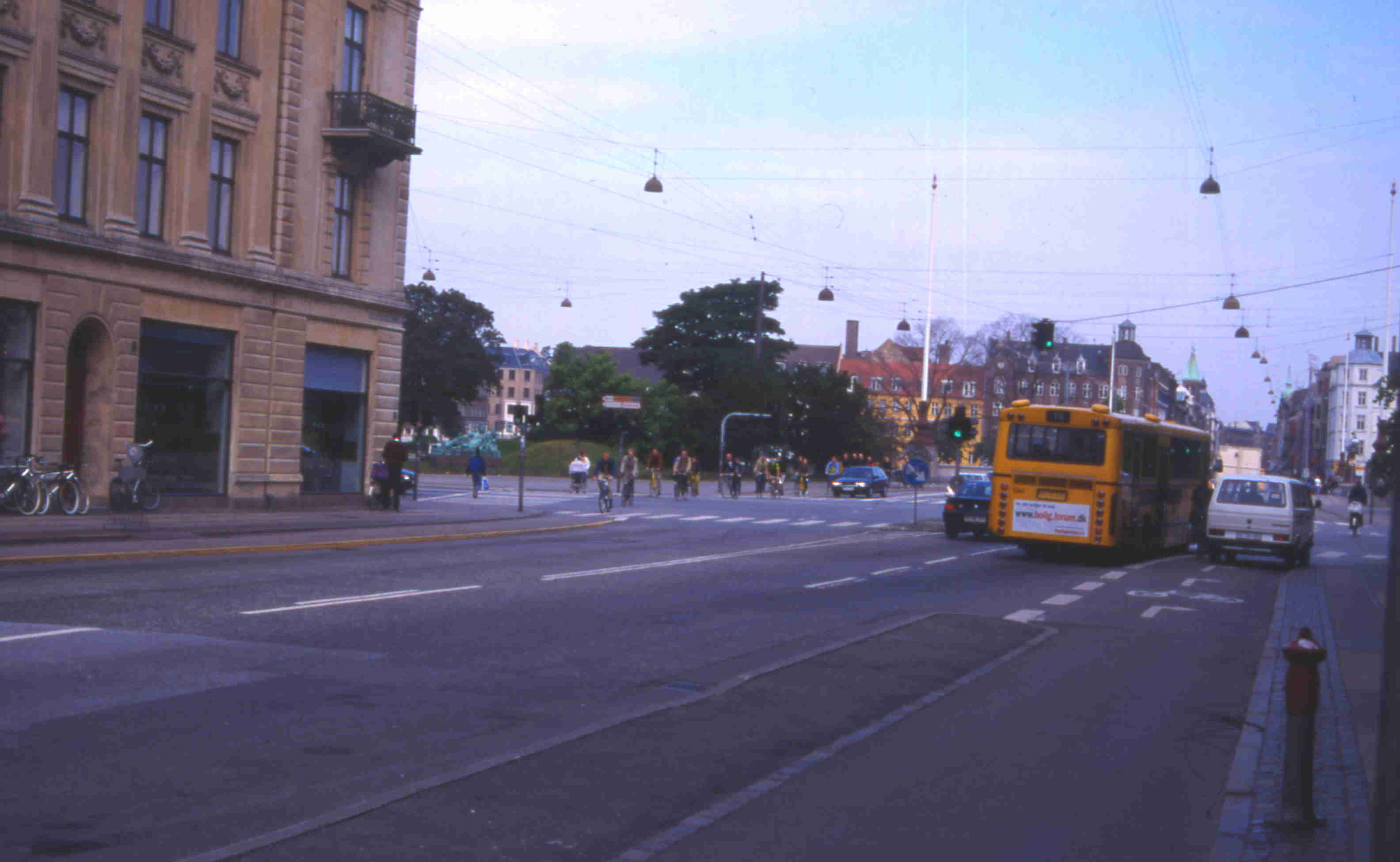
Para reducir las colisiones provocadas por los conductores de automóviles que giran a la derecha sin ceder el paso a los ciclistas que circulan por su derecha, el carril bici a veces se fusiona con el carril para automóviles que giran a la derecha antes de los cruces.

Mientras que la instalación de un nuevo carril bici en la ciudad disminuye el número de accidentes en dicho carril en comparación con el número esperado de accidentes, un estudio de los carriles bici recién instalados en Copenhague demostró, teniendo en cuenta los factores de corrección de las tendencias de los accidentes, los volúmenes de tráfico y la regresión a la media, que el número de accidentes aumentó un 9 % en comparación con el número esperado sin el nuevo carril bici. Se produjo un aumento significativo de los accidentes en las intersecciones tras la instalación de carriles bici en dichas intersecciones, cuando se corrigieron los datos en función de los volúmenes de tráfico. Desde su publicación, la ciudad ha utilizado las conclusiones del informe para mejorar la seguridad en las intersecciones. Entre las mejoras más destacadas se encuentran la remodelación de intersecciones peligrosas, la retirada de las líneas de detención de los coches para mejorar la visibilidad de los ciclistas y la ampliación del uso de semáforos para ciclistas, con el fin de dar prioridad a estos. En total, en 2010 hubo 92 ciclistas implicados con lesiones graves y 3 muertos, una cifra inferior a los 252 incidentes registrados en 1996, cuando la ciudad inició un esfuerzo concertado para reducir el número de lesiones. En la actualidad, un ciclista recorre una media de 4,4 millones de kilómetros antes de sufrir un accidente grave.

#### Supercarriles bici
Las «Superautopistas Ciclistas» son una serie de carriles bici que conectan Copenhague con los suburbios cercanos. Esta iniciativa comenzó en 2009, cuando tanto Copenhague como las ciudades vecinas se dieron cuenta de que la construcción de nuevas infraestructuras permitiría a los viajeros desplazarse en bicicleta a la ciudad y crear opciones de transporte más sostenibles. Dado que los planificadores de tráfico creen que será muy difícil aumentar sustancialmente la cuota modal de los propios residentes por encima del 50 % actual, la ciudad ha comenzado a centrarse en los viajeros que entran en la ciudad desde los municipios circundantes en viajes de entre 5 y 15 kilómetros, con el objetivo de aumentar en un 30 % el número de viajeros en bicicleta en toda la región de la capital. El proyecto consiste en una red de 500 km de 26 rutas señalizadas con nombres y siguiendo un estándar uniforme, con un alto nivel de mantenimiento y buenos servicios, como bombas de aire automáticas y retirada prioritaria de la nieve. Aunque los medios de comunicación internacionales han exagerado el concepto, calificando la red de superautopistas ciclistas, en general no están separadas. Se trata más bien de carriles bici normales a los que se les realizan pequeñas mejoras específicas.

### Estacionamiento de bicicletas

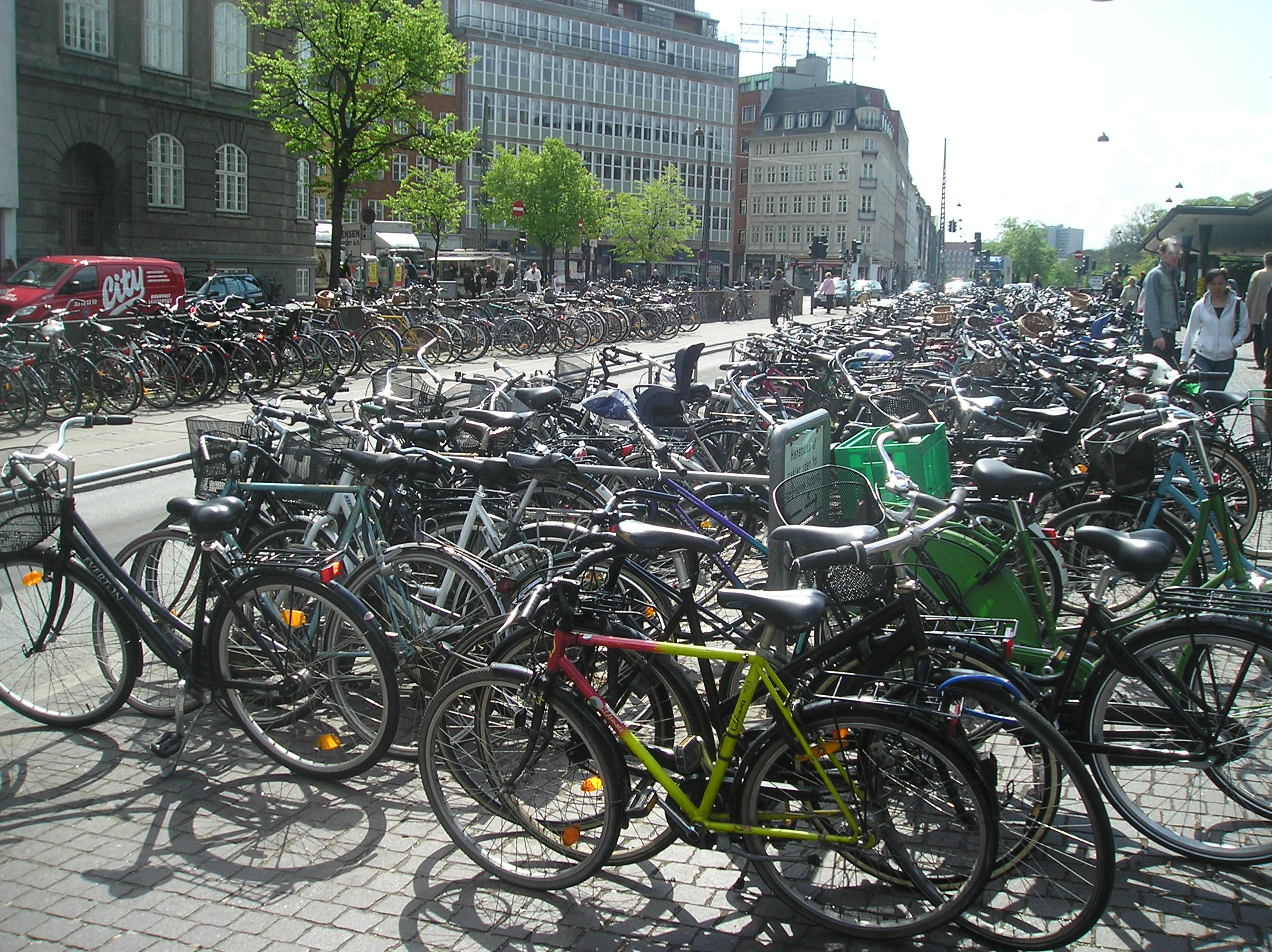
Aparcamiento de bicicletas cerca de la estación de Nørreport

Aunque a los visitantes les sorprenda el gran número de aparcamientos para bicicletas que hay en Copenhague, lo cierto es que hay una grave carencia de aparcabicis disponibles. De hecho, el aparcamiento de bicicletas es el que sale peor parado en los indicadores subjetivos que mide la ciudad, ya que solo el 29 % de la población está satisfecha con las instalaciones. En la ciudad de Copenhague hay aproximadamente 560. Hay más bicicletas que personas, y sin embargo solo comparten 48 000 plazas de aparcabicis. Con vistas a remediar la situación, la Federación Danesa de Ciclistas publicó en 2008 un «Manual de Aparcamiento para Bicicletas» con una serie de directrices. Son de utilidad práctica inmediata para los usuarios actuales, pero también ofrecen consejos a los urbanistas que deseen mejorar las instalaciones en el futuro. Se han puesto en marcha varios proyectos para paliar la notoria escasez de aparcamientos para bicicletas en Copenhague, sobre todo en las zonas con mucha afluencia de público. Aunque en la ciudad siempre habrá más bicicletas que plazas de aparcamiento, se espera aumentar significativamente la satisfacción con el aparcamiento de bicicletas para 2025 mediante un esfuerzo coordinado para mejorar las condiciones e instalaciones.

### Integración

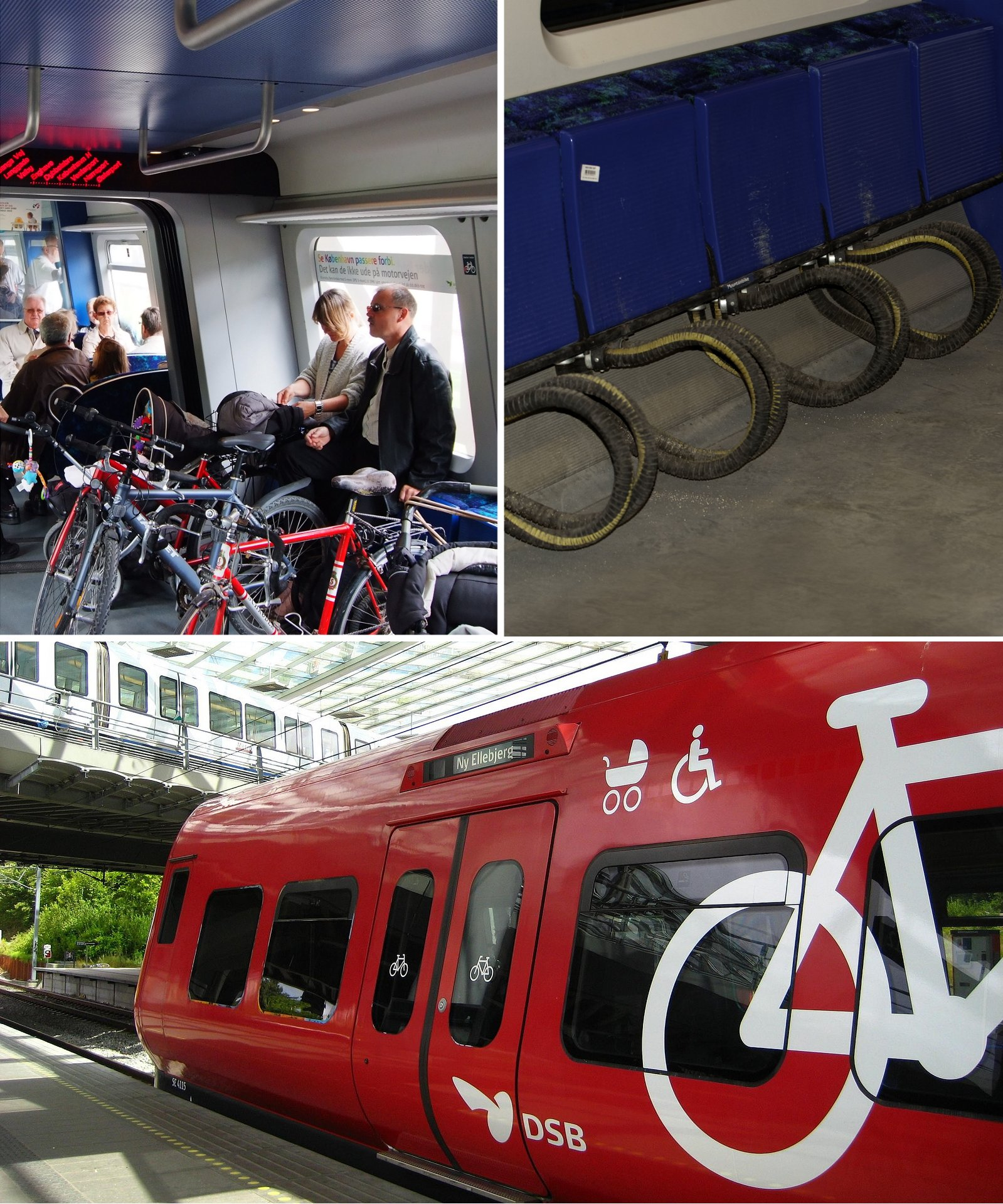
Integración de la bicicleta en el sistema S-train

Desde hace tiempo se admiten bicicletas en la red ferroviaria de la ciudad para facilitar los desplazamientos mixtos y, en 2010, la empresa estatal de ferrocarriles (DSB) comenzó a permitir llevar bicicletas en el tren de forma gratuita. Desde entonces, el número de pasajeros que viajan con una bicicleta en el tren se ha más que triplicado, pasando de 2,1 millones a 7,3 millones en 2012. Para acomodar el creciente número de bicicletas, DSB reconstruyó todos sus trenes S añadiendo un vagón específico para bicicletas, al tiempo que mantenía los compartimentos flexibles en cada extremo del tren para acomodar bicicletas, cochecitos de niños y sillas de ruedas, y aumentó la capacidad de 22 a 46 bicicletas por tren. Aprovechando el éxito, DSB ha puesto en marcha otras iniciativas para bicicletas, como la apertura de tiendas de bicicletas en 10 estaciones, donde los clientes pueden dejar las bicicletas para su reparación en su viaje matutino y recuperarlas en su camino a casa. La empresa también ha introducido varios descuentos para bicicletas en su programa de fidelidad, se ha comprometido a instalar rampas en todas las escaleras y ha ampliado drásticamente el aparcamiento de bicicletas en las estaciones.
Otros trenes del área metropolitana, incluido el metro, también las aceptan. Las bicicletas están permitidas en los autobuses acuáticos de la ciudad, conocidos como «Copenhagen Harbour Buses», y desde 2011 también es posible llevarlas en la red de autobuses exprés de cercanías de la ciudad, denominados S-Buses. No obstante, a diferencia de los trenes de cercanías, se cobra una tarifa de 12 coronas danesas (unos 2 dólares estadounidenses). Además, el 15 % de los pasajeros de tren de la región metropolitana llegan a la estación en bicicleta. Los taxis están obligados por ley a llevar un portabicicletas y los pasajeros pueden llevar una por un módico precio.

#### Bicicletas públicas
Copenhague ofrece actualmente Bycyklen, un sistema de bicicletas compartidas que se puso en marcha el 1 de abril de 2014 con bicicletas eléctricas equipadas con un dispositivo de enrutamiento GPS. A diferencia de su predecesor, «Copenhagen City Bikes», este sistema no es gratuito.
Si bien Copenhagen City Bikes fue considerado uno de los primeros ejemplos de sistemas modernos de bicicletas compartidas, también resultó de poca utilidad para los viajeros, ya que estaba pensado principalmente para evitar el robo de bicicletas. Esto iba a cambiar con el nuevo sistema de bicicletas compartidas de la ciudad, inaugurado en 2013, diseñado específicamente para los viajeros y concebido para funcionar como un complemento del sistema de transporte público. Con este objetivo, las ciudades de Copenhague y Frederiksberg encargaron a DSB, operador del sistema de trenes S, la licitación y posterior gestión del sistema. En 2013 se creó un nuevo sistema, Bycyklen, suministrado por Gobike, que proporcionará 1.260 bicicletas modernas con cuadro de aluminio, altura de asiento ajustable y guiado por GPS. En diciembre de 2022 dejaron de funcionar.

## Influencia

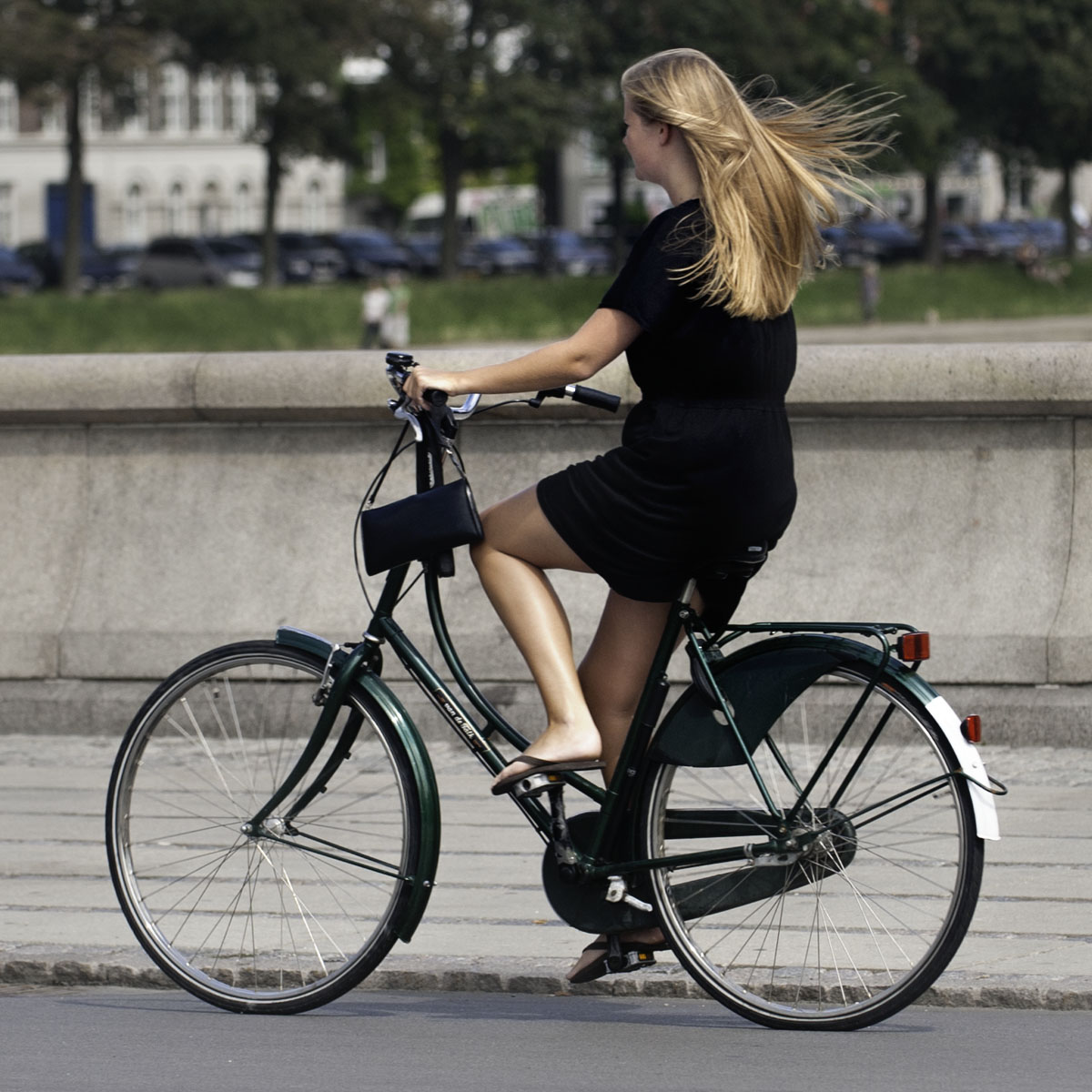
El estilo ciclista en Copenhague

La cultura de la bicicleta, relativamente bien desarrollada en Copenhague, ha dado lugar al término «copenhaguenización». Se trata de una práctica mediante la cual otras ciudades intentan seguir el ejemplo de Copenhague en las últimas décadas, pasando de sus propias políticas de transporte centradas en el automóvil (a menudo desde hace mucho tiempo) a otras que intentan aumentar considerablemente el número de desplazamientos en bicicleta, para lo cual desarrollan infraestructuras para bicicletas y/o mejoran las existentes, como ha hecho y sigue haciendo Copenhague. Un ejemplo de ciudad que ha introducido carriles bici inspirándose en Copenhague es Melbourne (Australia), donde los carriles bici separados de los coches en movimiento y separados por un bordillo bajo de hormigón se denominan «carriles Copenhague». El concepto de copenhagenización ha sido presentado por Richard Quest, de la CNN, en la serie Futures Cities y en la serie Earthrise, de Al Jazeera.
En 2007, el consultor de diseño urbano danés con sede en Copenhague, Jan Gehl, fue contratado por el Departamento de Transporte de la Ciudad de Nueva York para reimaginar las calles de la ciudad de Nueva York introduciendo diseños que mejoraran la vida de los peatones y ciclistas. En este sentido, Gehl llevó a Amanda Burden, jefa de planificación de la ciudad de Nueva York, y a, máxima responsable de transporte, de viaje en bicicleta por Copenhague para mostrarles lo que se podía hacer por Nueva York. El exministro de Transportes británico Andrew Adonis también ha recorrido las calles de Copenhague en busca de inspiración. A raíz de las impresiones favorables del presidente ruso Dmitri Medvédev sobre el sistema de bicicletas de Copenhague durante su visita a Dinamarca a principios de junio de 2010, se enviaron 14 bicicletas urbanas a San Petersburgo, donde estarán a disposición de los ciudadanos a título experimental. Medvédev cree que el sistema de bicicletas urbanas podría reducir la congestión del tráfico en la ciudad. El pabellón danés de la Exposición Universal de 2010 en Shanghái había sido diseñado especialmente por BIG Architects. Permitía a los visitantes experimentar el uso de la bicicleta en Copenhague llevando una de sus 300 bicicletas urbanas por los carriles bici incorporados en toda la estructura y, desde entonces, la ciudad ha firmado su primer acuerdo de ciudades hermanas con Pekín, siendo uno de los principales objetivos de la cooperación servir de inspiración a Pekín para reintroducir la bicicleta como principal medio de transporte en la ciudad.
Otra influencia de Copenhague en la cultura de la bicicleta es el movimiento «cycle chic». Surgió a raíz de la foto de una chica en bicicleta con ropa normal, que inspiró al fotógrafo Michael Colville-Andersen para crear el blog Copenhagen Cycle Chic, en el que aparecen principalmente mujeres montando en bicicleta con ropa de diario a la moda. Su popularidad ha dado lugar a un movimiento mundial con más de 100 blogs similares en otras ciudades y zonas del mundo. Así que ahora mucha gente está creando sus propios blogs sobre ciclistas de todo el mundo. La mayoría de ellos están asociados al blog original, El Copenhagen Cycle Chic.

## Comportamiento del ciclista

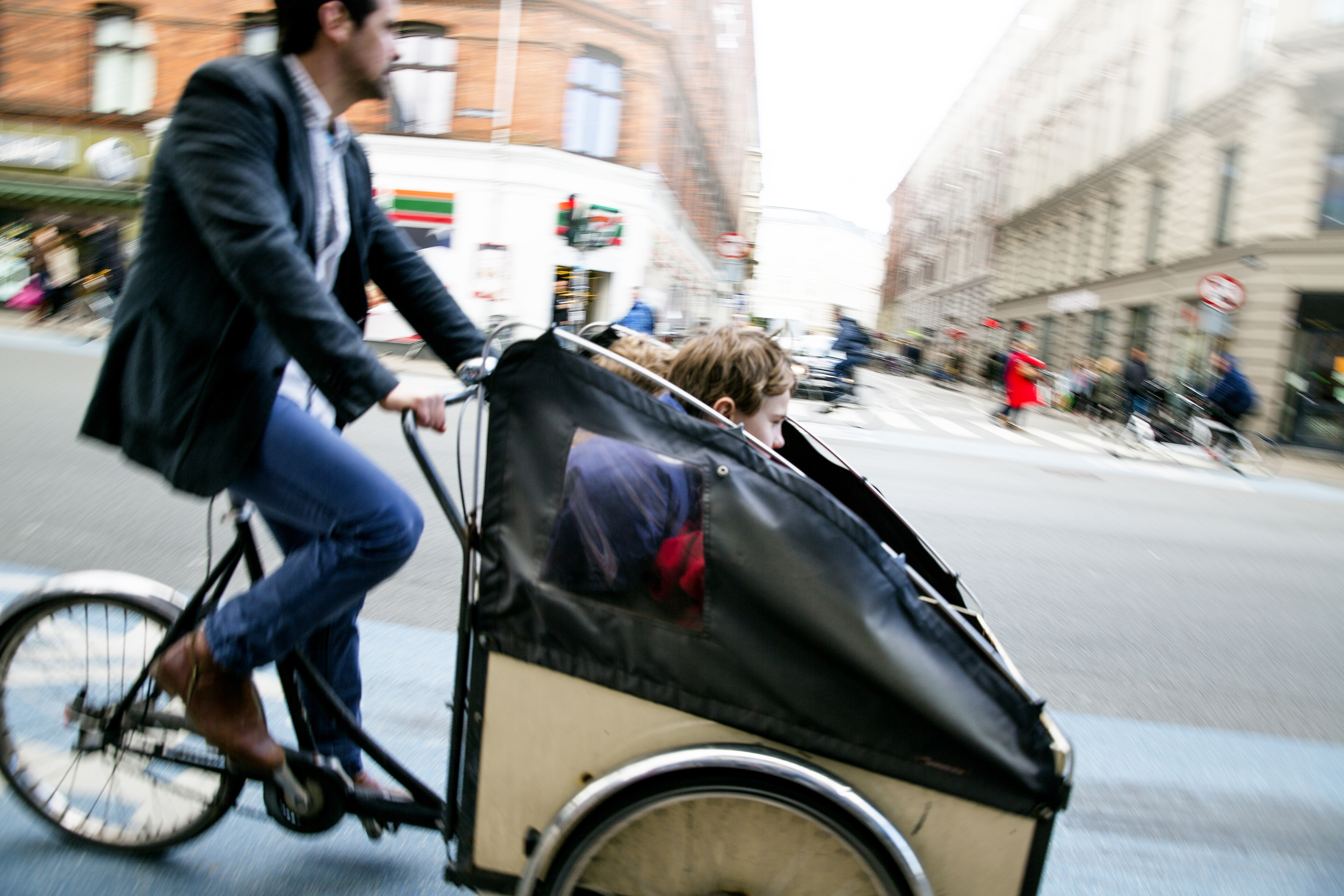
Bicicleta de carga utilizada para transportar a dos niños.

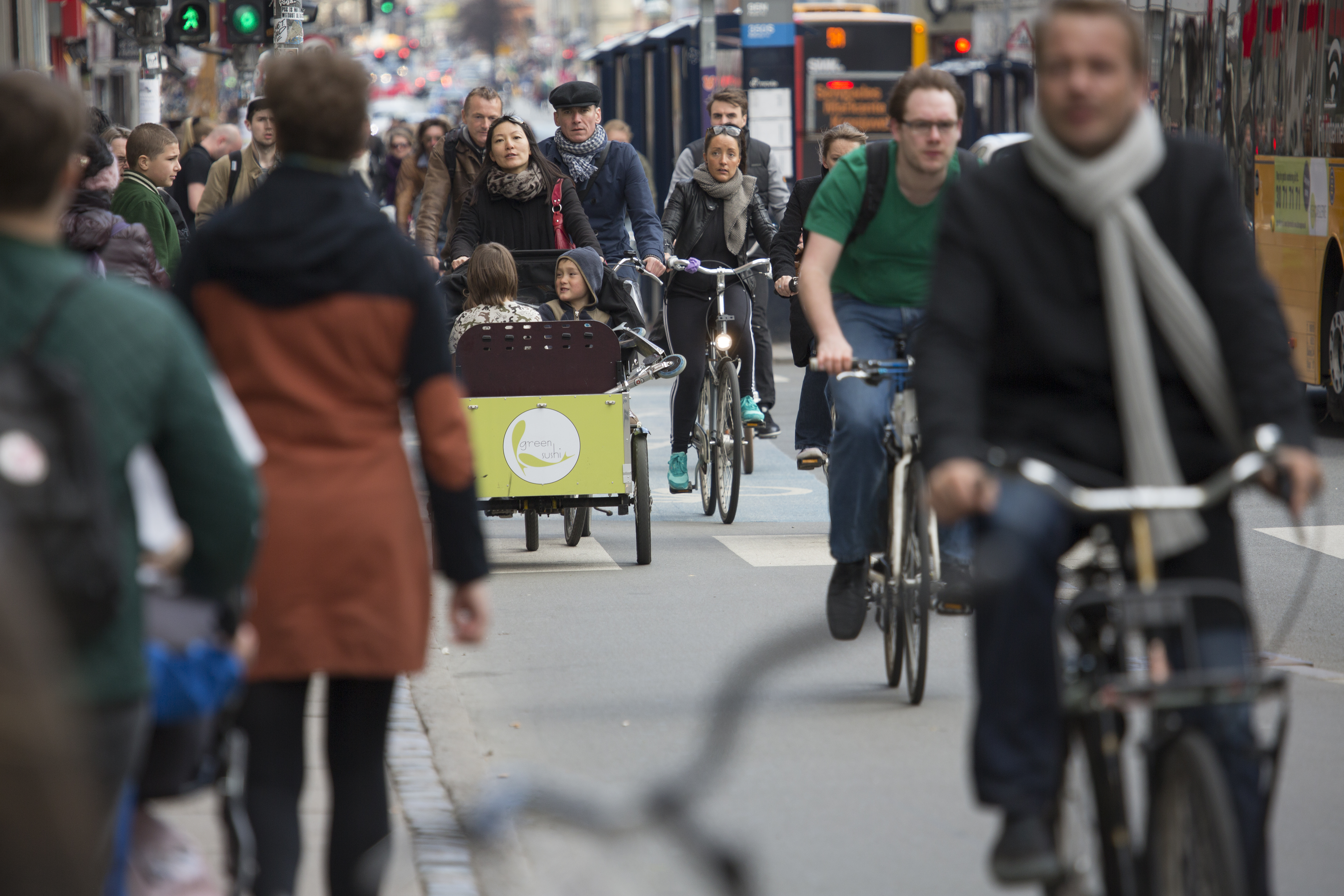
La cuestión del comportamiento ciclista se ha relacionado con el nuevo problema de la congestión ciclista en la ciudad.

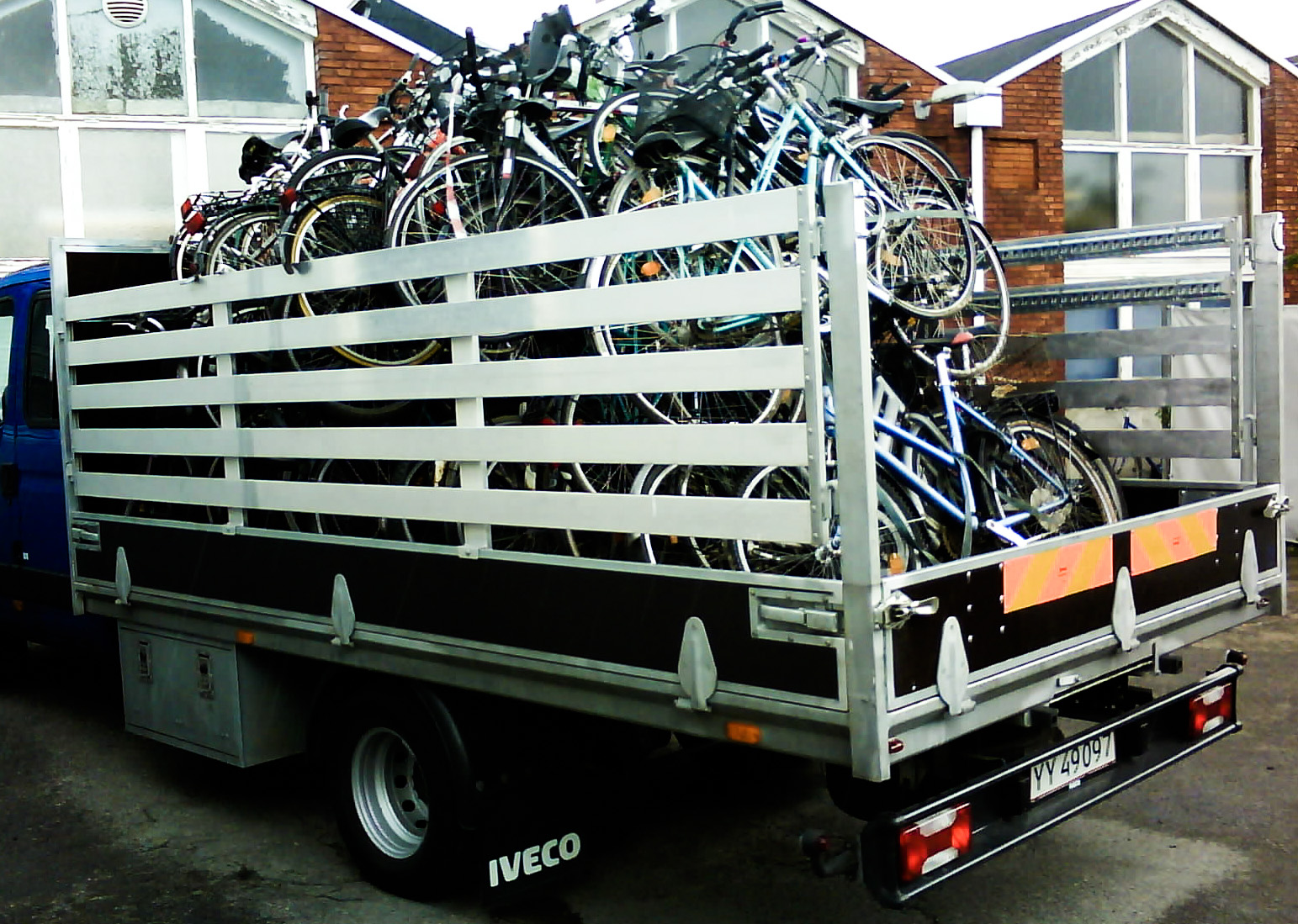
La gran cantidad de bicicletas también provoca algunos efectos molestos. Este es uno de los varios vehículos que recogen aproximadamente 13.000 bicicletas abandonadas en las calles públicas de Copenhague cada año.

Una crítica dirigida a la cultura ciclista de Copenhague es que la singular atención de la ciudad a las bicicletas ha alimentado una cultura de mal comportamiento entre los ciclistas, a quienes el Sr. Mikael Le Dous, presidente de la Dansk Fodgænger Forbund (Asociación Danesa de Peatones), llegó a llamar «plaga de las aceras», mientras que otro miembro afirmó que el «ciclista se ha apoderado de todo». En una serie de artículos sobre el tema publicados por el tabloide danés Ekstra Bladet, el jefe operativo de la división de tráfico de la Policía de Copenhague calificaba a los ciclistas de «egoístas» y pedía un cambio en la cultura ciclista, y en otro los llamaba «cucos del tráfico». Según una encuesta realizada por el ayuntamiento de Copenhague en 2010, el 55 % de los habitantes de la ciudad que no son ciclistas consideraban que una mayor consideración hacia los demás por parte de los ciclistas haría las calles más seguras, mientras que la misma cifra para los automóviles era del 27 %. Entre los propios ciclistas, el 35 % desearía recibir más consideración por parte de otros ciclistas.
Sin embargo, varios observadores internacionales han señalado que, en comparación con otros países, los ciclistas de Copenhague se comportan muy bien, y en una encuesta realizada por el Fietsberaad holandés (Consejo Nacional Holandés de la Bicicleta) se llegó a la conclusión de que:

Los ciclistas obedecen bastante bien las normas de tráfico. En Copenhague la gente no opina lo mismo, ya que los demás usuarios de la vía pública se quejan en número considerable y creciente del comportamiento de los ciclistas. Pero comparado con el ciclismo en Holanda, todo es extremadamente ordenado y disciplinado. Más del 90% de los ciclistas se detienen ante un semáforo en rojo. Circular de tres en tres, con pasajeros en la parte trasera, [y utilizar] el teléfono móvil [son] rarezas.

Algunos observadores, como el diario británico The Guardian y Richard Quest, de la CNN, así como la propia administración municipal, han relacionado la cuestión del comportamiento de los ciclistas con el novedoso problema de la congestión ciclista en la ciudad; sencillamente hay demasiadas bicicletas en relación con la infraestructura disponible. Durante las horas punta de la mañana y la tarde, no es raro que haya demasiados ciclistas para que todos puedan cruzar durante los ciclos de semáforo en verde en los cruces de los concurridos corredores. Otro problema de las horas punta es la falta de espacio en los tramos más transitados de la red de carriles bici, donde ciclistas de distintas velocidades circulan sin demasiado margen de maniobra, lo que crea un ambiente intimidatorio para niños, ancianos y ciclistas inexpertos. Esto, a su vez, ha creado un conflicto de asignación de espacios, en el que los defensores del ciclismo afirman que se hace demasiado poco para acomodar a la mayoría de ciclistas y peatones, ya que solo el 29,1 % de la población de la ciudad posee un coche, mientras que algunos automovilistas, incluida la asociación danesa de automovilistas, consideran que la capital odia los coches y que la ciudad ya ha ido demasiado lejos con la acomodación de las bicicletas.

### Películas
- Películas callejeras: Recorriendo Copenhague en bicicleta a través de los ojos de Norteamérica, por Clarence Eckerson, Jr.
- CNN Future Cities: La copenhageización en la capital danesa
- Al Jazeera, episodio 8 de Earthrise: Ciclismo en Copenhague
- Carteles de bicicletas